# Nico Declercq
Pour les articles homonymes, voir Declercq.
Nico F. Declercq (né le 27 décembre 1975 à Courtrai (Belgique)) est un physicien et docteur en génie physique. Il est également professeur à Georgia Institute of Technology à Atlanta ainsi qu’à Georgia Tech Lorraine en France. Il est spécialisé dans l’évaluation ultrasonique non destructive des matériaux, le domaine acoustique ainsi que dans les théories et les expériences sur les ultrasons linéaire et non linéaire et finalement en acousto-optique. Il rédige des articles dans des revues internationales et donne de nombreuses conférences sur ces sujets. Sa recherche la plus notable porte sur l’acoustique de Chichén Itzá et du théâtre d'Épidaure,,,. Il est bien connu pour ses recherches sur l'interaction ultrasonore avec des structures périodique.

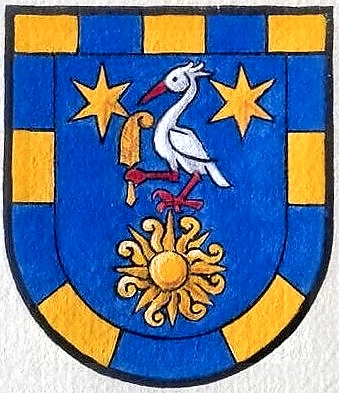
Blason de Nico F. Declercq

## Biographie
Nico F. Declercq est titulaire d’un baccalauréat ainsi que d’un master en physique, avec l’option astrophysique, de l’université catholique de Louvain, obtenu respectivement en 1996 et 2000. Il poursuivit par l’obtention d’un doctorat en génie physique de l’université de Gand en 2005.
Il fut chercheur postdoctoral du Fonds national de la recherche scientifique à l’université de Gand avant d’accepter, en 2006, un poste facultaire à Georgia Tech.
Le 21 décembre 2006, le docteur Declercq reçut la récompense internationale Dennis Gabor de la fondation NOVOFER de l’académie hongroise des sciences. Il reçut, en 2007, de la commission internationale pour l’acoustique, la prestigieuse récompense 'Early Career' pour sa contribution importante à l’ultrasonique et principalement au domaine de la propagation et de la diffraction des ondes acoustiques.
Il est le président du comité de pilotage du International Congress on Ultrasonics.
Le laboratoire de Declercq se trouve à Metz (France) et fait partie de "UMI Georgia Tech – CNRS 2958" qui est une coopération internationale entre Georgia Tech (États-Unis) et le centre national de la recherche scientifique en France.
N. F. Declercq issu d'une famille ancienne, de Patin, qui trouve son origine dans la région de Courtrai.